# 통감
통감은 한국통감부의 수장이다. 통감부는 일본 제국이 을사늑약을 체결한 뒤 대한제국 한성부에 설치했던 관청이다.

## 한일병합조약
1910년 8월 22일 오후 4시 제3대 한국통감 데라우치 마사타케는 대한제국 총리대신 이완용을 통감관저로 불러 한일병합조약을 체결하고 1주일 후인 29일 이를 공포했다.